# Tín ngưỡng sùng bái tự nhiên

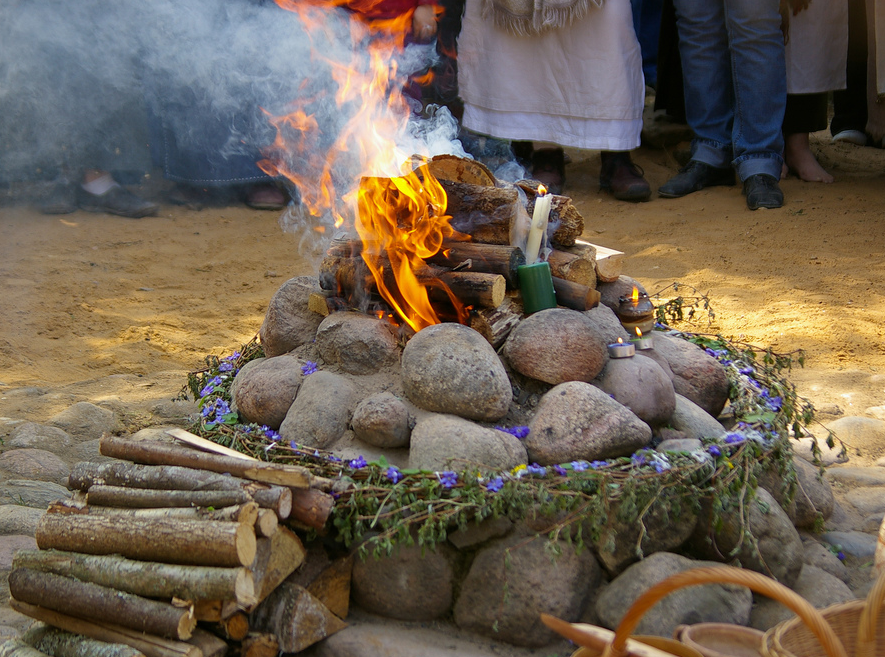
Tín ngưỡng thờ cúng ở Nam Á với lễ vật thờ gồm đá và đốt lửa

Tín ngưỡng sùng bái tự nhiên (Nature worship/Naturism/Physiolatry) là bất kỳ thực hành tôn giáo, tâm linh, tín ngưỡng và sùng đạo nào tập trung vào việc thờ cúng các linh hồn thiên nhiên được coi là thế lực đứng đằng sau các hiện tượng tự nhiên có thể nhìn thấy được trong thiên nhiên. Một vị thần tự nhiên có thể là đấng cai quản về thiên nhiên, một địa điểm, một sinh cảnh, sinh quyển, thiên hà hoặc vũ trụ. Sự sùng bái tự nhiên thường được coi là nguồn gốc nguyên thủy của tín ngưỡng tôn giáo hiện đại và có thể được nhận thấy trong thuyết phiếm thần, thuyết toàn thần, thuyết thần linh, thuyết đa thần, thuyết vật linh, Đạo giáo, thuyết vật tổ (Tôtem giáo), Ấn Độ giáo, Shaman giáo (pháp sư), một số thuyết hữu thần và ngoại giáo bao gồm cả Wicca. Điểm chung của hầu hết các hình thức tôn thờ tự nhiên là sự tập trung tinh thần vào sự kết nối và ảnh hưởng của cá nhân đối với một số khía cạnh của thế giới tự nhiên và sự tôn kính đối với thiên nhiên. Do sự ngưỡng mộ thiên nhiên bao la bất tận, các tác phẩm của Edmund Spenser, Anthony Ashley-Cooper và Carl Linnaeus được coi là sự sùng bái tự nhiên.
Nhà sử học người Anh là Ronald Hutton đã chỉ trích sự cổ hủ của việc thờ cúng thiên nhiên ít nhất là từ năm 1998 cho đến nay. Ông đã lập luận rằng các vị thần của vùng Địa Trung Hải Cổ đại không phải là các vị thần Thiên nhiên dưới bất kỳ hình thức nào; đúng hơn, họ là những vị thần của "nền văn minh và hoạt động của con người", trong khi "nữ thần Mẹ Trái đất" được ông mô tả chỉ là những nhân vật văn học chứ không phải các vị thần, bởi vì ông tin rằng họ không có bất kỳ ngôi đền nào dành riêng cho họ hoặc một chức tư tế để phụng vụ họ. Ông phản đối mạnh mẽ quan điểm này bằng cách phân biệt những người ngoại giáo cổ đại với những người theo Neopagan và người theo tôn giáo Wicca, những người tự nhận là những người tôn thờ thiên nhiên như một thành phần thiết yếu trong đức tin của họ, điều mà ông tin là không giống bất kỳ điều gì khác trong lịch sử được ghi chép lại. Mặc dù Ben Whitmore đã bị những người phái Wicca ở New Zealand buộc tội vì đã tước quyền bầu cử của những người Neopagan "những người cảm thấy có mối quan hệ họ hàng và mối liên hệ" với các vị thần và những người ngoại đạo của Thế giới Cổ đại. Giáo sư Hutton đã trình bày lại những quan điểm này (hầu như nguyên văn) trong ấn bản thứ hai của cuốn sách của ông có tựa đề Chiến thắng của thần trăng (Triumph of the Moon).

## Các biểu hiện

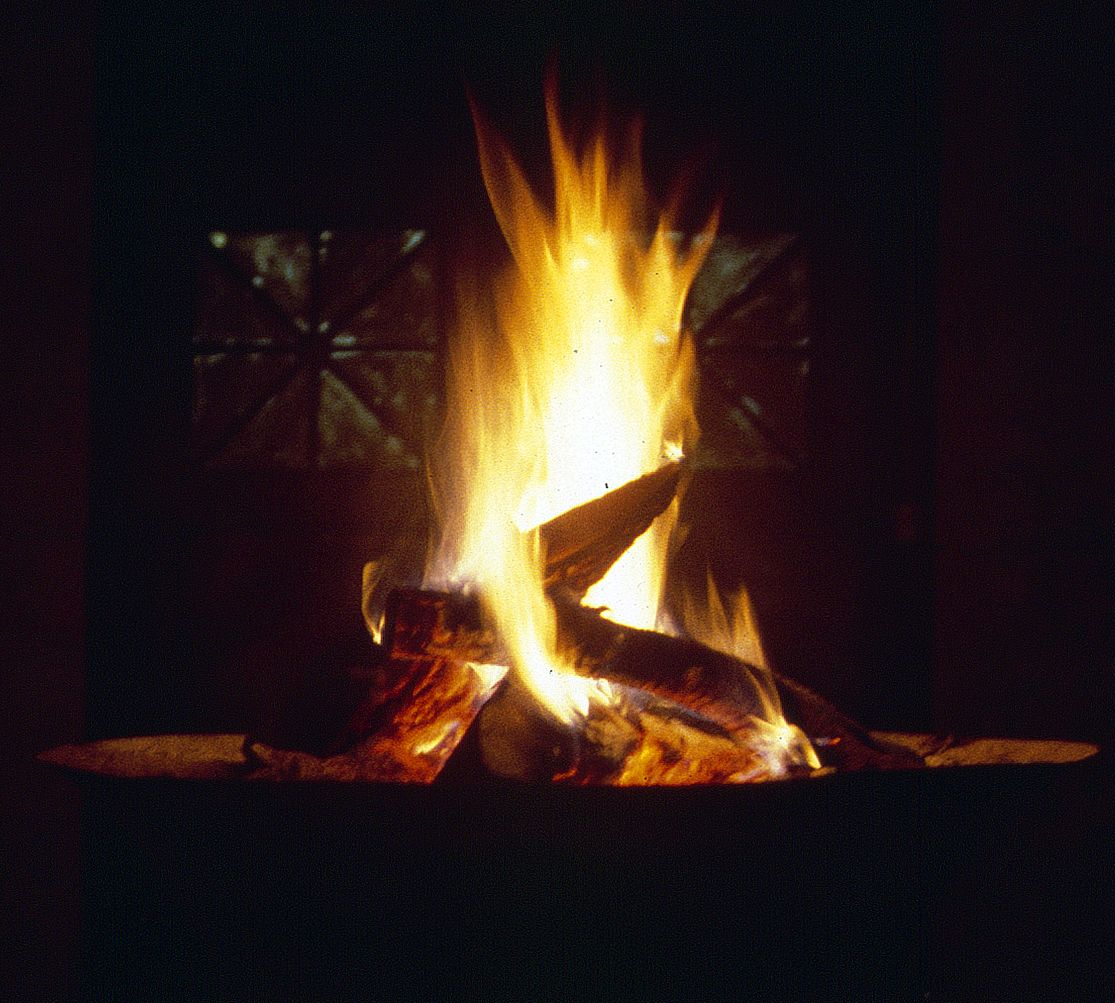
Thờ thần lửa trong Bái hỏa giáo ở Iran

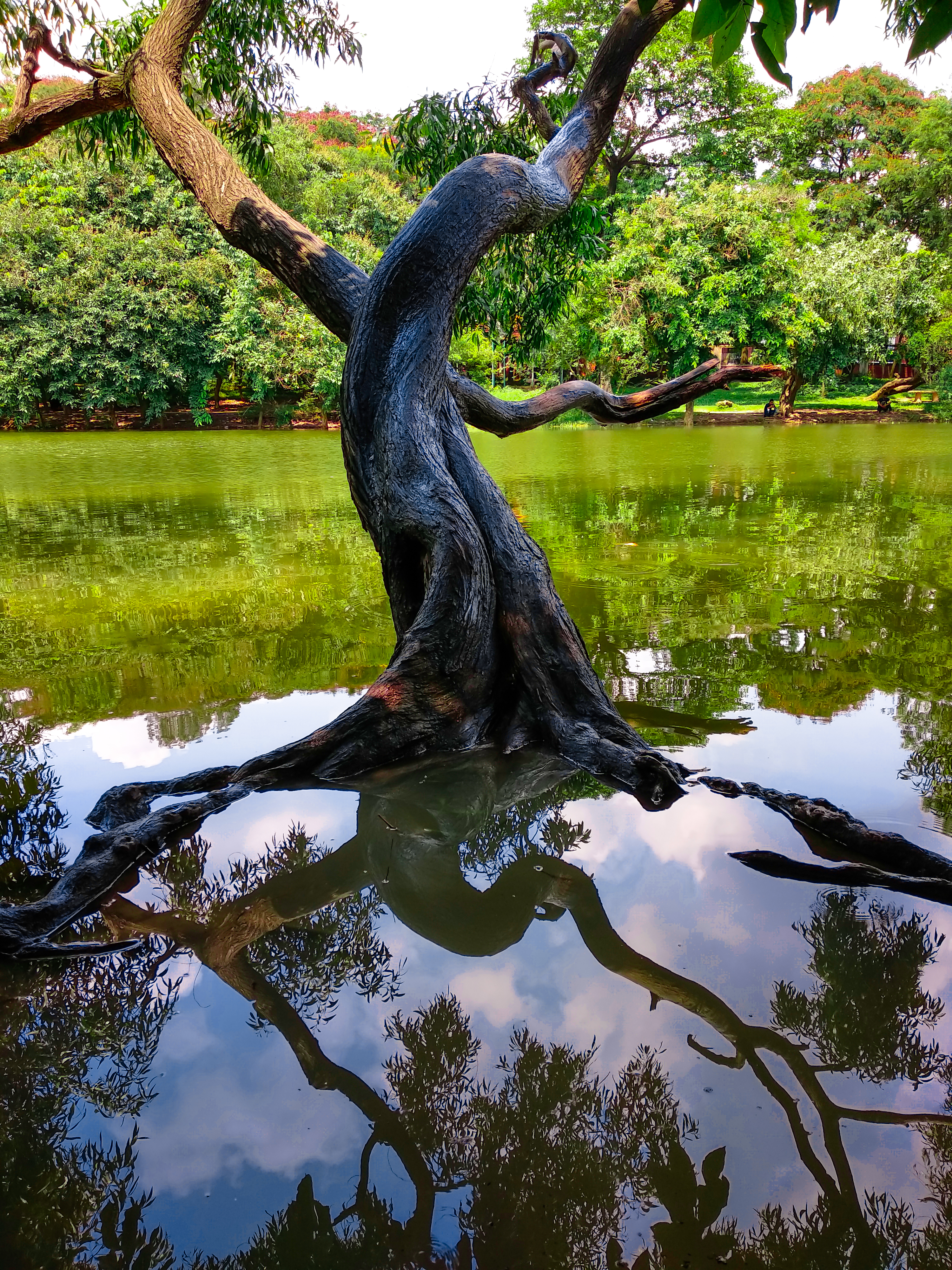
Cây thần kỳ

- Thờ bầu trời: Tôn thờ các thực thể trên bầu trời như biểu tượng Mặt Trời và sùng bái các vị thần gắn liền với bầu trời (thờ Thần Mặt trời, thờ thần trăng/Nguyệt thần). Bầu trời gắn liền với Thiên giới, Cõi trời, Cõi trên, Thiên thượng, Thiên đường nên bầu trời trên cao là nơi cư ngụ của các vị thần tối thượng (Thượng đế, Ngọc hoàng).
- Thờ các vì sao hay thần học thiên văn (Astrotheology), thần bí vũ trụ còn gọi là thờ cúng vũ trụ hoặc ngôi sao là sự tôn thờ các ngôi sao (riêng lẻ hoặc cùng nhau như bầu trời đêm), các hành tinh và các thiên thể khác như các vị thần, hoặc thiên thần với các thiên thể.
- Thờ sấm sét: Sấm sét là hiện tượng tự nhiên khiến con người kinh sợ từ đó nảy sinh nhu cầu thờ thần sấm sét (Lôi thần) để cầu an trong nhiều nền văn hóa.
- Tục thờ lửa: Thờ phượng hoặc thần thánh hóa ngọn lửa (ví dụ như Bái hỏa giáo). Việc thờ cúng hoặc thần thánh hóa lửa (Pyrodulia hay Pyrolatry hoặc Pyrolatria) được biết đến trong nhiều tín ngưỡng tôn giáo khác nhau. Lửa đã là một phần quan trọng trong văn hóa loài người kể từ thời kỳ đồ đá cũ. Các quan niệm tôn giáo hoặc thuyết vật linh liên quan đến lửa được cho là có nguồn gốc từ thời kỳ tiền nhân loại sơ khai như vậy.
- Thờ thần gió, thần biển cả: Thờ phượng các hiện tượng như gió, bão, giông tố, lốc, sóng biển..., chẵng hạn như tín ngưỡng thờ thần Sóng Po Riyak của người Chăm. Nhiều đình làng ở Hội An còn thờ một số vị thần biển khác như Phi vận tướng quân; Long mẫu; Thủy tào Long vương; Chúa Động Đình quân; Vũ sư (thần mưa), Lôi công (thần sấm); Phong bá (thần gió); Điển mẫu (thần chớp).
- Thờ thần nước (thủy thần): Thờ cúng các thực thể là các vị thần nước, thủy thần, hải thần (hải vương), các nữ thần nước, các vị thần sông, thần giếng, Thần Mưa. Một trong những tín ngưỡng đó là tục thờ cúng Long vương (Vua Thủy tề). Theo các tài liệu khảo cứu, các vị thần biển xuất hiện tại vùng duyên hải hoặc vùng ven sông, ven biển được các lớp cư dân thờ phụng dưới dạng thức thủy thần và sau này từng bước được điển chế vào thời Nguyễn. Nữ thần biển Ma Tổ (Thiên Hậu Thánh mẫu) trong thần thoại Trung Hoa được thờ phụng không chỉ ở trong nước mà còn ở nhiều quốc gia khác trên thế giới.
- Thờ núi (山岳信仰, Sangaku Shinkō) là tín ngưỡng coi núi là chốn linh thiêng (núi thiêng) để thờ cúng, trên núi có các vị thần rừng (Sơn thần), thần hổ (Sơn quân/Chúa sơn lâm)
- Thờ cây: Thờ các vị thần cây (mộc thần) trên rừng thiêng, nhiều nơi còn có tục thờ các nữ thần cây, thờ những cây thiêng.
- Thờ thần đất: Thờ các vị thần đất, thổ thần đất đai, thổ công, thổ địa, môn thần là các thực thể cai quản các vùng đất, địa vật, địa phương.
- Thờ thiên nhiên hay Mẹ Thiên Nhiên: Là những tôn giáo lấy trái đất làm trung tâm và sùng bái, tôn thờ thiên nhiên như là một hệ thống tôn giáo dựa trên sự tôn kính các hiện tượng tự nhiên[16] ví dụng như thờ nữ thần Pachamama của vùng Amazon được mệnh danh là "Nữ thần trái đất". Đây chính là sự tôn thờ ở khía cạnh mang lại sự sống và nuôi dưỡng của thiên nhiên bằng cách thể hiện nó, dưới hình thức của người mẹ. Nữ thần mẹ (Mẫu thần) là nữ thần đại diện hoặc là một bản chất nhân cách hóa, làm mẹ, sinh sản, sáng tạo, hủy diệt hoặc là hiện thân của sự phong phú đa dạng của Trái Đất. Khi được đánh đồng với Trái đất hoặc thế giới tự nhiên, những nữ thần như vậy đôi khi được gọi là Mẹ Đất hoặc Mẹ Trái đất.
- Tín ngưỡng thờ đá thuộc tín ngưỡng thờ thần tự nhiên, là một trong những hình thức tín ngưỡng dân gian sớm nhất xuất hiện ở Việt Nam, người ta sẽ thờ những hòn đá linh thiêng (Thạch linh)[17][18][19]. Một số dân tộc còn có tập tục thờ hòn đá (hòn đá vía)[17][20][21] nhưng nó cũng dẫn đến những biểu hiện mê tín dị đoan[22][23].
- Thờ Vật tổ (Tôtem giáo): Vật tổ là biểu tượng nguồn gốc của một nhóm người, tộc người và được thờ cúng như tổ tiên của mình.
- Tín ngưỡng thờ động vật (Tục thờ thú): Là sự sùng bái tôn thờ các loài vật với vai trò là đại diện cho thiên nhiên như Tục thờ bò, tục thờ hổ, tục thờ rắn, tục thờ chó, tục thờ ngựa, tục thờ gấu, tục thờ cá Ông, tục thờ côn trùng, tục thờ ếch.

## Tôn giáo hóa

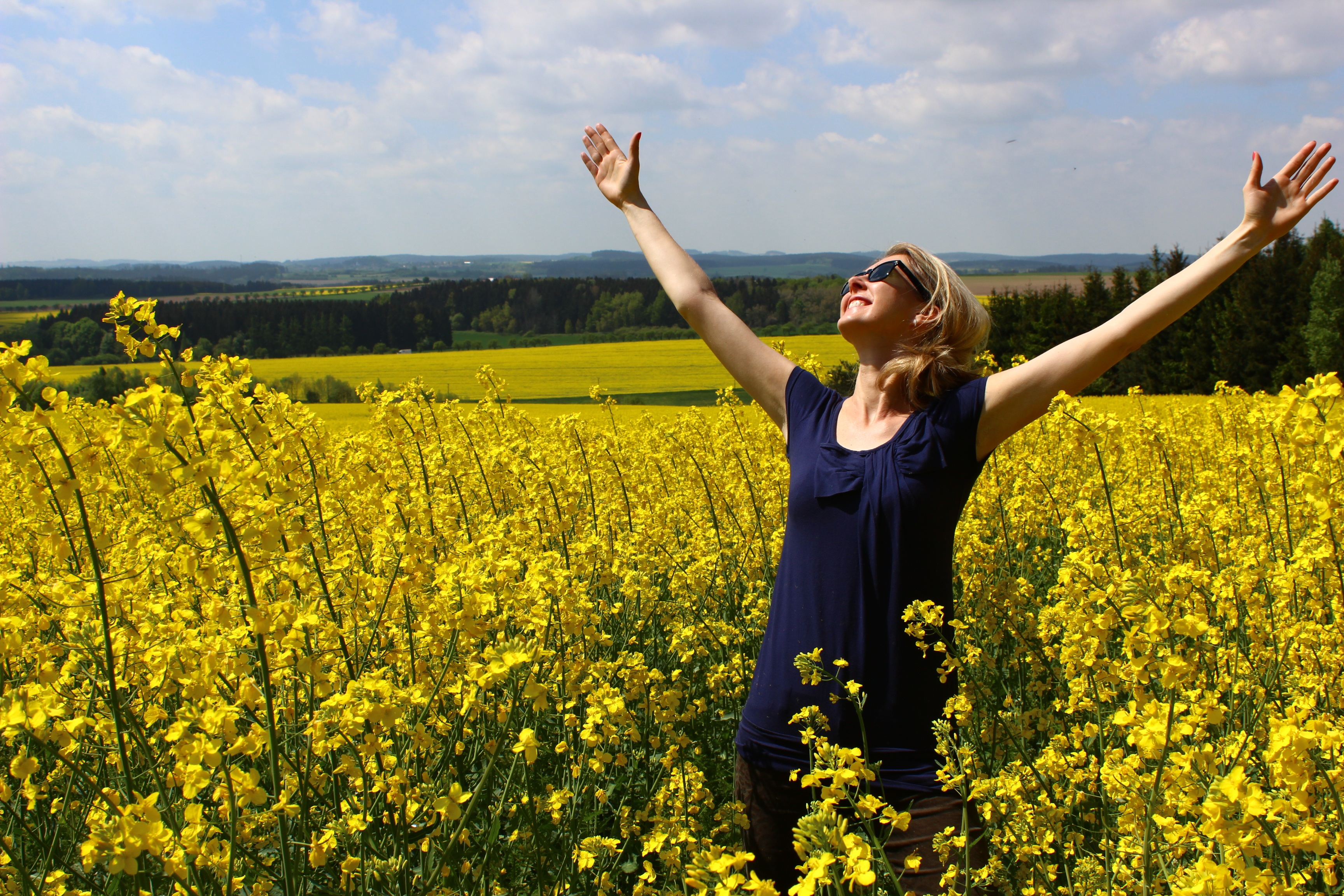
Thờ thần bầu trời hòa mình vào thiên nhiên

Trong bối cảnh phương Tây, tín ngưỡng sùng bái tự nhiên sau này đã được tôn giáo hóa cao độ với các khái niệm như Tôn giáo tự nhiên (Natural religion) thường có nghĩa là "tôn giáo của tự nhiên" trong đó Thiên Chúa, tâm hồn, các linh hồn và mọi vật thể siêu nhiên được coi là một phần của tự nhiên và không tách rời khỏi nó. Ngược lại, nó cũng được sử dụng trong triết học để mô tả một số khía cạnh của tôn giáo được cho là có thể biết được ngoài sự mặc khải thiêng liêng chỉ thông qua logic và lý trí, ví dụ, sự tồn tại của Thần thông qua động cơ vô động lực, tác nhân đầu tiên của vũ trụ. Tôn giáo tự nhiên không chỉ là nền tảng của các tôn giáo độc thần như Do Thái giáo, Cơ đốc giáo và Hồi giáo mà còn khác biệt với chúng, các khía cạnh của tôn giáo tự nhiên được tìm thấy phổ biến ở tất cả các dân tộc, thường dưới những hình thức như đạo Shaman giáo và thuyết vật linh. Chúng vẫn được thực hành ở nhiều nơi trên thế giới, như các tôn giáo trong xã hội người Mỹ bản địa được coi là sở hữu một số khía cạnh của tôn giáo tự nhiên.
Phong trào Tôn giáo tự nhiên (Nature religion) là một phong trào tôn giáo tin rằng thiên nhiên và thế giới tự nhiên là hiện thân của thần thánh, sự thiêng liêng hoặc sức mạnh tâm linh. Tôn giáo tự nhiên bao gồm các tôn giáo bản địa được thực hành ở nhiều nơi trên thế giới trong các nền văn hóa coi môi trường là nơi chứa đựng các linh hồn và các thực thể thiêng liêng khác. Nó cũng bao gồm các tín ngưỡng Pagan hiện đại, chủ yếu tập trung ở Châu Âu và Bắc Mỹ. Thuật ngữ "tôn giáo tự nhiên" lần đầu tiên được học giả nghiên cứu tôn giáo người Mỹ là Catherine Albanese đặt ra, bà này đã sử dụng nó trong tác phẩm xuất bản năm 1991 có tựa đề: Tôn giáo tự nhiên ở Mỹ: Từ người da đỏ Algonkian đến thời đại mới (Nature Religion in America: From the Algonkian Indians to the New Age) và sau đó bà tiếp tục sử dụng nó trong môn học khác. Sau khi Albanese phát triển thuật ngữ này, nó đã được các học giả khác làm việc trong lĩnh vực này sử dụng.
Chủ nghĩa tự nhiên tôn giáo (Religious naturalism) là một khuôn khổ cho định hướng tôn giáo trong đó thế giới quan theo chủ nghĩa tự nhiên được sử dụng để giải đáp các loại câu hỏi và nguyện vọng vốn là một phần của nhiều tôn giáo. Nó được mô tả là "một góc nhìn tìm thấy ý nghĩa tôn giáo trong thế giới tự nhiên". Chủ nghĩa tự nhiên tôn giáo có thể được coi là một triết lý, về mặt trí tuệ, và nó có thể được coi là một phần hoặc là trọng tâm của một định hướng tôn giáo cá nhân. Những người ủng hộ đã tuyên bố rằng nó có thể là một lựa chọn quan trọng cho những người không thể theo đuổi các truyền thống tôn giáo trong đó các sự hiện diện hoặc sự kiện siêu nhiên đóng vai trò nổi bật và nó cung cấp "một tầm nhìn tôn giáo mang tính tinh thần sâu sắc và đầy cảm hứng" đặc biệt phù hợp trong thời đại này thời kỳ khủng hoảng sinh thái. Chủ nghĩa tự nhiên là quan điểm cho rằng thế giới tự nhiên là tất cả những gì tồn tại và các thành phần, nguyên tắc và mối quan hệ của nó là thực tế duy nhất. Tất cả những gì xảy ra đều được coi là do quá trình tự nhiên, không có gì liên quan đến siêu nhiên. Nguyên tắc chính của chủ nghĩa tự nhiên tôn giáo là thế giới quan theo chủ nghĩa tự nhiên có thể đóng vai trò là nền tảng cho định hướng tôn giáo.